# Claudio Bunster
Claudio Bunster, nascido Claudio Teitelboim (Santiago, 15 de abril de 1947) é um físico chileno.
Participou da 23ª Conferência de Solvay, em 2005.